# Шилкин, Михаил Сергеевич
Михаил Сергеевич Шилкин — советский хозяйственный, государственный и политический деятель.

## Биография
Родился в 1905 году в Москве. Член КПСС с 1925 года.
С 1922 года — на хозяйственной, общественной и политической работе. В 1922—1960 гг. — ученик слесаря, подручный, слесарь в депо Московско-Казанской железной дороги, слесарь, секретарь ячейки комсомола, заведующий агитацией ячейки ВКП(б) депо Московско-Казанской железной дороги, помощник машиниста, машинист депо Московско-Казанской железной дороги, заведующий школой № 2 города Москвы, секретарь ячейки ВКП(б), заведующий орготделом объединённого парткома депо, машинист депо Московско-Казанской ЖД, инспектор, старший инспектор Московской городской КК-РКИ, старший контролёр Партсовконтроля города Москвы, заведующий отделом советской торговли ЦК КП(б) Таджикистана, секретарь ЦК КП(б) Таджикистана по кадрам, 2-й секретарь ЦК КП(б) Таджикистана, слушатель ВПШ, заместитель председателя ЦСУ РСФСР.
Избирался депутатом Верховного Совета Таджикской ССР 1-го и 2-го созывов, Верховного Совета СССР 3-го созыва. Делегат XVIII съезда ВКП(б).
Умер в Москве в 1978 году.